# یلنگتس (استان کویافسکو-پومورسکی)
یلنگتس (به لاتین: Jeleniec) یک روستا در لهستان است که در گمینا پاپووو بیسکوپیه واقع شده‌است. یلنگتس ۵۶۰ نفر جمعیت دارد.